# Robert Sink

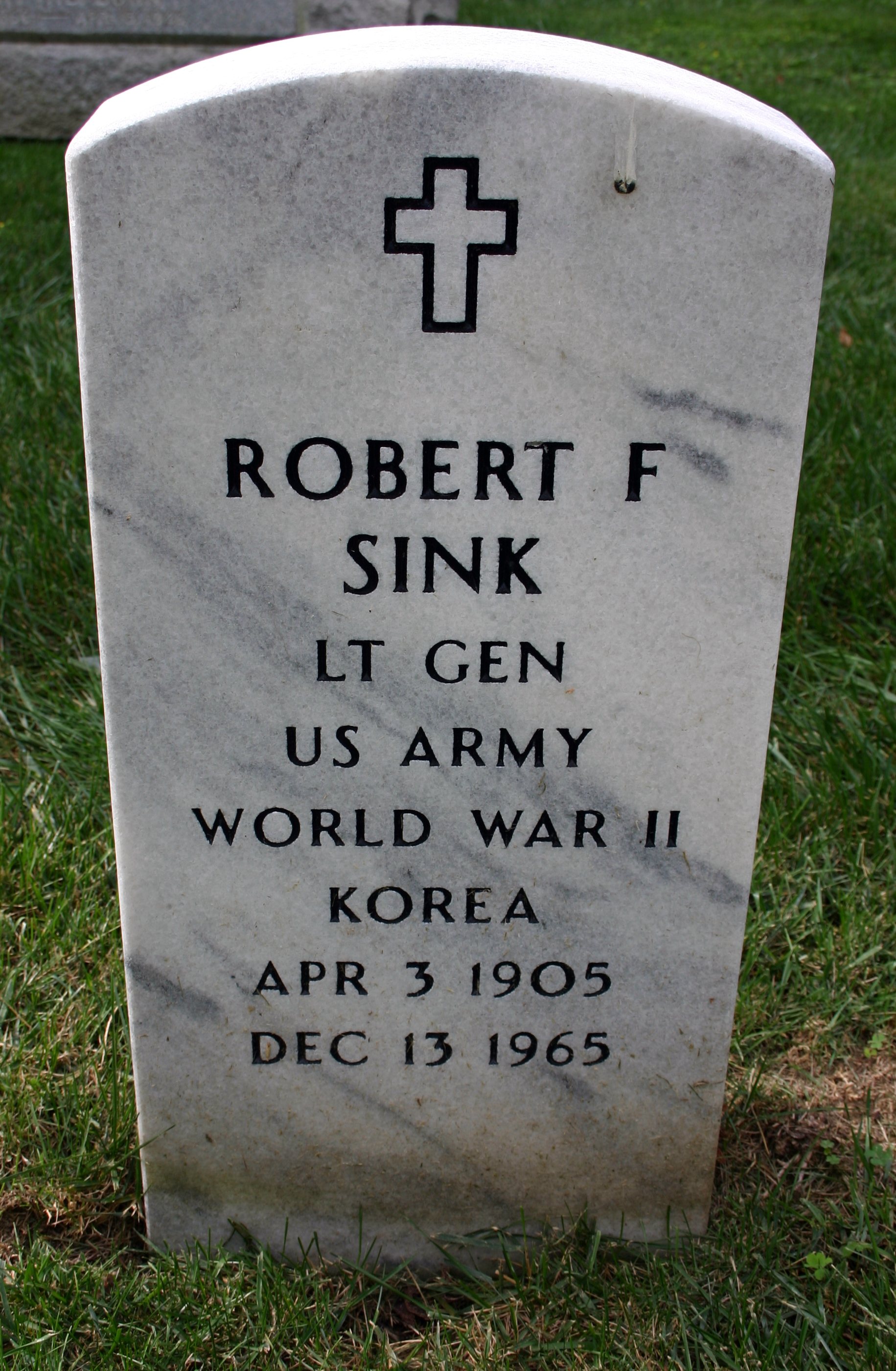
Nagrobek Roberta Sinka na Cmentarzu Narodowym w Arlington

Robert Frederick Sink (ur. 3 kwietnia 1905 w Lexington, zm. 13 grudnia 1965 w Fort Bragg) – amerykański wojskowy z okresu II wojny światowej i wojny koreańskiej, generał porucznik, najbardziej znany jako dowódca 506 Pułku Piechoty Spadochronowej, wchodzącego w skład 101 Dywizji Powietrznodesantowej podczas kampanii we Francji, Holandii i Belgii.

## Życiorys

### Początki kariery
Sink studiował przez rok na Duke University (wówczas znanym jako Trinity College), po czym wstąpił do Akademii Wojskowej Stanów Zjednoczonych w West Point. Ukończył szkołę z 174. lokatą w 203-osobowej klasie w 1927 roku (numer alumna 8196). Po promocji oficerskiej w stopniu podporucznika piechoty Sink został skierowany do służby w 8 Pułku Piechoty w Fort Screven w stanie Georgia.
Następnie pełnił służbę w Portoryko (1929, 65 Pułk Piechoty), w Army Chemical Warfare School (1932), w Fort Meade (1932), 34 Pułku Piechoty, w Cywilnym Korpusie Ochrony (1933) w McAlevys Fort w Pensylwanii, wrócił do 34 Pułku Piechoty, po czym w 1934 został wysłany do Szkoły Piechoty Armii Stanów Zjednoczonych w Fort Benning w stanie Georgia (1935).
Po jej ukończeniu służył w 57 Pułku Piechoty w Fort William McKinley na Filipinach. W listopadzie 1937 roku wrócił do Stanów Zjednoczonych i został przydzielony do 25 Pułku Piechoty w Fort Huachuca w Arizonie, gdzie służył jako dowódca kompanii, a następnie jako oficer operacyjny pułku.

### II wojna światowa
W 1940 roku Sink został przydzielony do 501. batalionu piechoty spadochronowej formowanego w Fort Benning. Stał się jednym z zaledwie czterech procent spadochroniarzy armii amerykańskiej, którzy zdobyli tytuł mistrza spadochroniarstwa (Master Parachutist Badge) i co roku świętował swoje urodziny, wykonując kolejny skok.
Następnie dowodził 503. batalionem piechoty spadochronowej, później rozbudowanym do rozmiarów pułku. W lipcu 1942 roku został mianowany dowódcą 506 Pułku Piechoty Spadochronowej szkolącego się w Camp Toccoa w stanie Georgia, w Fort Benning w Georgii oraz w Fort Bragg w Karolinie Północnej. Sink dowodził 506 Pułkiem do końca II wojny światowej, odrzucając w czasie wojny dwa awanse, aby pozostać w jednostce (jego pułk był czasem nazywany „Five-Oh-Sink”). Uważnie monitorował i wspierał karierę wojskową majora Richarda Wintersa. Jako dowódca 506 Pułku wykonał dwa skoki bojowe (w czasie D-Day i operacji Market Garden) oraz dowodził pułkiem  okrążonym w Bastogne podczas bitwy o Ardeny.

### Kariera powojenna
12 sierpnia 1945 roku został mianowany zastępcą dowódcy 101 Dywizji Powietrznodesantowej. W grudniu 1945 roku wrócił do Stanów Zjednoczonych, a w następnym miesiącu objął dowództwo szkolnego oddziału piechoty w West Point. W sierpniu 1948 roku  wstąpił do National War College w Fort Lesley J. McNaira w Waszyngtonie, który ukończył w czerwcu 1949 roku. Następnie został przeniesiony do Dowództwa Ryukyus, a w październiku 1949 roku  został jego szefem sztabu. W styczniu 1951 roku mianowany zastępcą dowódcy 7 Dywizji Piechoty walczącej w Korei.
Po powrocie do USA w grudniu 1951 roku został zastępcą dowódcy 11 Dywizji Powietrznodesantowej w Fort Campbell w stanie Kentucky. W lutym 1953 roku objął dowództwo 7 Dywizji Pancernej w Camp Roberts w Kalifornii. W listopadzie 1953 roku został dowódcą 44 Dywizji Piechoty w Fort Lewis w stanie Waszyngton. W październiku 1954 roku Sink został przydzielony do Zarządu Połączonych Oddziałów Powietrznodesantowych w Fort Bragg w Północnej Karolinie. Na początku 1955 roku został przeniesiony do Rio de Janeiro w Brazylii, a w kwietniu 1955 roku objął podwójną funkcję przewodniczącego Delegacji Stanów Zjednoczonych do Wspólnej Komisji Wojskowej Brazylia-Stany Zjednoczone oraz szefa sekcji wojskowej Grupy Doradczej ds. Pomocy Wojskowej w Brazylii.
Sink wrócił do Stanów Zjednoczonych i w maju 1957 roku objął dowództwo nad XVIII Korpusem Powietrznodesantowym oraz Fort Bragg. W maju 1958 roku został mianowany dowódcą Strategicznego Korpusu Armijnego. Jego ostatnią ważną funkcją było stanowisko dowódcy sił amerykańskich w Panamie; piastował je aż do przejścia na emeryturę w 1961 roku.
Zakończył służbę w 1961 roku ze względu na zły stan zdrowia w stopniu generała porucznika. Zmarł w Fort Bragg w grudniu 1965 roku na rozedmę płuc. Został pochowany na Cmentarzu Narodowym w Arlington. Był żonaty, miał troje rodzonych i dwoje przyrodnich dzieci.